# مالكوم فرازير (رجل أعمال)
مالكوم فرازير (بالإنجليزية: Malcolm Fraser)‏ هو شخصية أعمال أمريكي، ولد في 1903 في Cornwall-on-Hudson, New York ‏ في الولايات المتحدة، وتوفي في 1994 في ممفيس في الولايات المتحدة.